# Yan Barthelemí
Yan Barthelemí Varela (* 5. März 1980 in Arroyo Naranjo, Kuba) ist ein kubanischer Boxer.

## Amateur
Als Amateur boxte Rechtsausleger Barthelemí im Halbfliegengewicht. 1998 konnte er Olympiasieger Maikro Romero schlagen, unterlag ihm aber 1999 und 2000 in anderen Begegnungen. Seinen Landsmann Andry Laffita, einen weiteren Rechtsausleger und Vizeweltmeister im Fliegengewicht von 2005, schlug er in jeder ihrer neun Begegnungen.
Im Jahr 2001 gewann er in Belfast die Weltmeisterschaft in dieser Gewichtsklasse. 2001 und 2002 schlug er drei Mal Yuriorkis Gamboa, den späteren Olympiasieger im Fliegengewicht von 2004. Im Juni 2002 wurde er Weltcup-Sieger, als er im Finale den Kasachen Kanat Abutalipov schlug. Bei der Weltmeisterschaft 2003 in Bangkok schied er schon in der Vorrunde gegen den Chinesen Zhou Shiming (15:22) aus. Weitere Turniererfolge gelangen ihm 2003 mit dem Sieg bei den Panamerikanischen Spielen und dem Chemiepokal. Im Jahr 2005 wurde zum zweiten und im Jahr 2006 zum dritten Mal Weltcup-Sieger.
Sein größter Erfolg gelang ihm mit dem Gewinn der Goldmedaille bei den Olympischen Spielen 2004 in Athen. Dabei besiegte unter anderem im Halbfinale seinen Rivalen Zhou Shiming und im Finale den Türken Atagün Yalçınkaya jeweils nach Punkten. Bei der Weltmeisterschaft 2005 in Mianyang scheiterte er im Viertelfinale knapp mit 10:12 Punkten an dem Lokalmatador Zhou Shiming.

## Profikarriere
Ende 2006 setzte sich Barthelemí mit zwei weiteren kubanischen Olympiasiegern von 2004, Odlanier Solís und Yuriorkis Gamboa, bei einem Trainingsaufenthalt in Venezuela zur Vorbereitung auf die Panamerikanischen Spiele von der kubanischen Mannschaft ab und wurde vom Hamburger Boxstall Arena Box-Promotion unter Vertrag genommen. Sein erster Profikampf fand im April 2007 in Hamburg statt. Wenige Monate später verlagerte Barthelemí seinen Lebensmittelpunkt in die USA. Er lebt und trainiert seitdem in Miami, wo es eine große kubanische Exilgemeinde gibt. Allerdings konnte er in seinen Kämpfen selbst gegen Aufbaugegner nicht immer überzeugen und verlor so am 1. August 2008 überraschend gegen den unbekannten Ernie Márquez über sechs Runden nach Punkten. Barthelemí wurde in der letzten Runde ein Punkt wegen Haltens abgezogen; ohne diesen Punktverlust hätte der Kampf unentschieden geendet. Seine nächsten beiden Kämpfe konnte er wieder gewinnen. 
Am 10. Oktober 2009 verlor er dann überraschenderweise seinen zweiten Kampf. Diesmal kämpfte er gegen den noch ungeschlagenen Amerikaner Jorge Diaz. Nach einem recht ausgeglichenem Kampf wurde er in der sechsten Runde von einem schweren linken Haken getroffen und ging sofort KO.
2010 und 2011 schlug Barthelemí Felix Flores, Roberto Benitez, Leshaun Blair und Francis Ruiz. Dadurch erkämpfte er sich eine weitere Titelchance, verlor jedoch nach Punkten gegen den ungeschlagenen Sahib Usarov im Kampf um den WBO-Interkontinentaltitel.